# Taraxacum pallescens
Taraxacum pallescens — вид квіткових рослин з родини айстрових (Asteraceae). Вид зростає в Європі: Естонія, Латвія, Бельгія, Чехія, Данія, Фінляндія, Франція, Німеччина, Велика Британія, Ірландія, Нідерланди, північноєвропейська Росія, Норвегія, Польща, Швеція, Швейцарія; це багаторічна рослина помірних біомів.

## Опис
T. pallescens — класичний вид групи Alata із зеленими крилатими черешками та досить широкими та важкими сигмоподібними зовнішніми приквітками. Його найкраще відокремити від його найближчого родича, T. alatum, ширшими, більш загнутими бічними частками листа, як правило, з 1–2 великими зубцями дистально.